# 沮渠無諱
沮渠無諱（？—444年），北涼國君主，匈奴支系盧水胡族人，沮渠蒙遜之子，沮渠牧犍之弟，牧犍在位時被任命為沙州刺史、都督建康以西諸軍事、領酒泉太守。
北涼永和七年（439年）北魏攻姑臧，牧犍出降，無諱據酒泉自保，一度向北魏投降，441年被封為酒泉王。惟不久北魏仍以無諱終為邊患而討之，無諱敗退，乃派其弟沮渠安周西渡沙漠攻鄯善。
442年，無諱西行與安周會師，並佔領鄯善。數月後，再據高昌，對南朝宋奉表稱臣，被封為河西王。隔年（443年），改元承平。承平二年（444年），無諱死，安周繼立。
子沮渠乾寿。